# Jorn Vermeulen
Jorn Vermeulen (Torhout, 16 april 1987) is een Belgische voetballer die onder contract staat bij KSV Oostkamp. Hij werd opgeleid bij Club Brugge, maar kon bij blauw-zwart, mede door blessures, nooit doorbreken.

## Carrière
Vermeulen sloot zich op zesjarige leeftijd aan bij de jeugd van Club Brugge. Hij doorliep alle jeugdreeksen en werd in 2006 voor het eerst opgenomen in de A-kern van blauw-zwart. Het was toenmalig trainer Čedomir Janevski die hem in 2007 zijn debuut op het hoogste niveau gunde. Vermeulen viel toen in voor rechtsachter Brian Priske.
Vermeulen speelt op de rechterflank en kan zowel op het middenveld als in de verdediging uit de voeten. Hij kwam bij Club Brugge nooit vaak aan spelen toe, mede door enkele blessures. Zo brak hij drie jaar op rij zijn arm tijdens de voorbereiding op het nieuwe voetbalseizoen.
In juni 2011 verhuisde Vermeulen naar promovendus Oud-Heverlee Leuven. Hij werd er verenigd met ex-ploegmaat Kevin Roelandts. Na een uitleenbeurt aan Antwerp FC maakte Vermeulen in augustus 2013 de stap naar Waasland-Beveren. Ook bij de Waaslanders moest Vermeulen veel wedstrijden missen vanwege blessurelast. In 2015 zakte hij af naar tweedeklasser KMSK Deinze, waarna hij een tijdje zonder club zat. In november 2016 vond hij onderdak bij KFC Izegem in Tweede klasse amateurs.
Sinds augustus 2018 komt Vermeulen uit voor KSV Oostkamp in Derde klasse amateurs.

## International
Vermeulen was in het verleden Belgisch jeugdinternational. Hij maakte in 2006 deel uit van de Belgische selectie voor het EK voor -19-jarigen, waar hij met latere Rode Duivels als Marouane Fellaini, Kevin Mirallas en Sébastien Pocognoli de kleedkamer deelde.

## Statistieken
| Competitie      | Seizoen         | Club                | Competitie | Competitie | Play-off I | Play-off I | Play-off II | Play-off II | Play-off III / Eindr. | Play-off III / Eindr. | Beker | Beker | Supercup | Supercup | Europees | Europees | Totaal | Totaal |
| Competitie      | Seizoen         | Club                | Wed.       | Dlp.       | Wed.       | Dlp.       | Wed.        | Dlp.        | Wed.                  | Dlp.                  | Wed.  | Dlp.  | Wed.     | Dlp.     | Wed.     | Dlp.     | Wed.   | Dlp.   |
| --------------- | --------------- | ------------------- | ---------- | ---------- | ---------- | ---------- | ----------- | ----------- | --------------------- | --------------------- | ----- | ----- | -------- | -------- | -------- | -------- | ------ | ------ |
| Eerste Klasse   | 2006-2007       | Club Brugge KV      | 3          | 0          | nvt        | nvt        | nvt         | nvt         | --                    | --                    | 2     | 0     | --       | --       | 0        | 0        | 5      | 0      |
| Eerste Klasse   | 2007-2008       | Club Brugge KV      | 10         | 0          | nvt        | nvt        | nvt         | nvt         | nvt                   | nvt                   | 0     | 0     | 0        | 0        | 0        | 0        | 10     | 0      |
| Eerste Klasse   | 2008-2009       | Club Brugge KV      | 4          | 0          | nvt        | nvt        | nvt         | nvt         | --                    | --                    | 0     | 0     | --       | --       | 0        | 0        | 4      | 0      |
| Eerste Klasse   | 2009-2010       | Club Brugge KV      | 8          | 0          | 0          | 0          | --          | --          | --                    | --                    | 1     | 0     | --       | --       | 6        | 0        | 15     | 0      |
| Eerste Klasse   | 2010-2011       | Club Brugge KV      | 6          | 0          | 2          | 0          | --          | --          | --                    | --                    | 1     | 0     | --       | --       | 2        | 0        | 11     | 0      |
| Eerste Klasse   | 2011-2012       | Oud-Heverlee Leuven | 22         | 0          | --         | --         | 3           | 0           | --                    | --                    | 0     | 0     | --       | --       | --       | --       | 25     | 0      |
| Belgacom League | 2012-2013       | → Antwerp FC        | 28         | 1          | nvt        | nvt        | nvt         | nvt         | nvt                   | nvt                   | 0     | 0     | --       | --       | --       | --       | 28     | 1      |
| Eerste Klasse   | 2013-2014       | Waasland-Beveren    | 8          | 0          | --         | --         | 4           | 0           | --                    | --                    | 1     | 0     | --       | --       | 0        | 0        | 13     | 0      |
| Eerste Klasse   | 2014-2015       | Waasland-Beveren    | 7          | 0          | --         | --         | 0           | 0           | --                    | --                    | 0     | 0     | --       | --       | --       | --       | 7      | 0      |
| Proximus League | 2015-2016       | KMSK Deinze         | 21         | 2          | nvt        | nvt        | nvt         | nvt         | nvt                   | nvt                   | 0     | 0     | --       | --       | --       | --       | 21     | 2      |
| Carrière totaal | Carrière totaal | Carrière totaal     | 117        | 3          | 2          | 0          | 7           | 0           | 0                     | 0                     | 5     | 0     | 0        | 0        | 8        | 0        | 139    | 3      |